# اچ‌ام‌اس مودسته (۱۷۹۳)
اچ‌ام‌اس مودسته (۱۷۹۳) (به انگلیسی: HMS Modeste (1793)) یک کشتی است که طول آن ۱۴۳ فوت ۸ اینچ (۴۳٫۸ متر) می‌باشد. این کشتی در سال ۱۷۸۶ ساخته شد.